# Conanesco
Conanesque o conanesco es un término usado para definir personajes inspirados en Conan el Bárbaro, serie de relatos creados en 1932 por Robert E. Howard para la revista pulp Weird Tales. Nótese que Howard es señalado como uno de los precursores del género conocido como espada y brujería.

## Historia

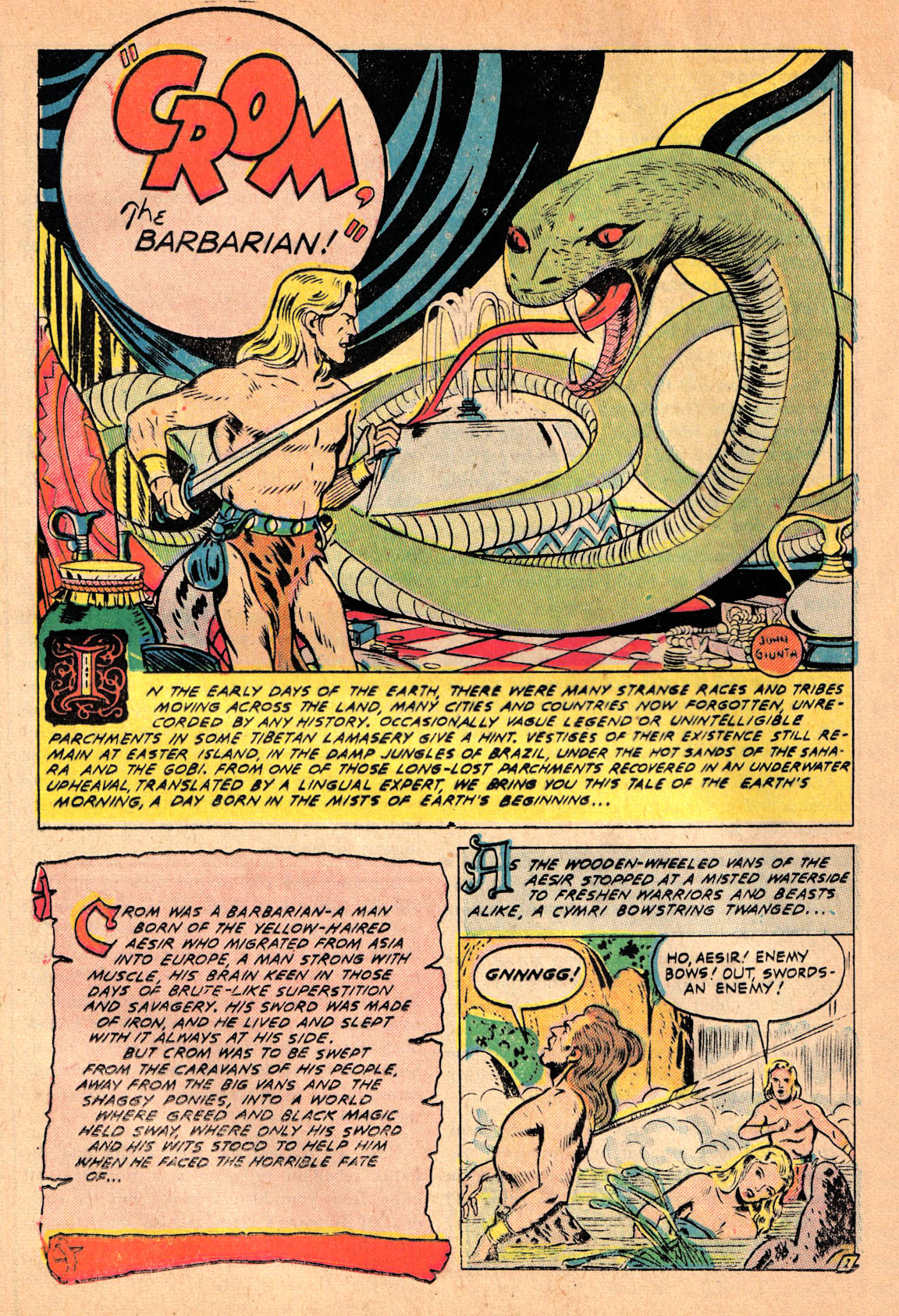
Crom the barbarian, Out of This World, #1 de junio de 1950.

En 1950, el escritor y guionista de historietas Gardner Fox, junto a John Giunta, crearon para la editora Avon Comics el personaje llamado «Crom the Barbarian». El nombre de este personaje en realidad hace referencia a otro anterior personaje de las historias de Conan, «dios Crom». Recordemos que al igual que Howard, Gardner Fox también escribió cuentos para la revista pulp Weird Tales.
Pero véase que en 1967, el escritor estadounidense Lin Carter creó por su parte el personaje «Thongor of Lemuria»,
 obviamente un pastiche de Conan.

Lin Carter estaba bien familiarizado con Conan y su entorno, y junto con L. Sprague de Camp, dio continuidad a las historias creadas por Robert. E. Howard, fallecido a la edad de 30 años en 1936.
En 1970, Marvel Comics decidió iniciar la publicación de historias de espada y brujería y Roy Thomas (guionista) junto a Barry Smith (dibujante) crearon la historieta The Sword and the Sorcerers en abril de 1970, protagonizada por el personaje Starr the Slayer. Por su parte Wally Wood escribió y diseñó Of Swords and Sorcery publicada en la revista Tower of Shadows número 7, con «Vandal the Barbarian» como protagonista.
Stan Lee propuso a Martin Goodman que la editora debería licenciar un personaje del ya citado género de espada y brujería, y entonces Roy Thomas pensó en Thongor, pero Lee lo convenció de desistir de la idea, y de por el contrario intentar con Conan.
En octubre de 1970 fue publicada la primera edición de la historieta Conan the Barbarian, con guion de Roy Thomas y dibujos de Barry Smith. En 1971 la editora pagó la licencia de explotación de cómics de otro personaje de Howard, Kull. Originalmente, Kull era una especie de prototipo de Conan, publicado en la revista Weird Tales tres años antes de Conan, y en la cronología creada por Thomas, el nombrado vivía sus aventuras en la Atlántida, en la Era Thuria, un periodo anterior a la Era Hiboria, siendo ambas eras períodos ficticios inventados por Howard.
En Conan the Barbarian #23 (1973), Roy Thomas creó a la guerrera Red Sonja, personaje inspirado en otros dos personajes de Howard: «Red Sonya of Rogatino», protagonista de La sombra del buitre (The Shadow of the Vulture, publicado en 1934 en la revista The Magic Carpet) y «Dark Agnes de Chastillon», protagonista de tres relatos de Howard. Ambos personajes se ambientaban en el siglo XVI, y Thomas incluyó a Sonya en la Era Hiboria, interactuando con Conan, aunque con la ortografía de su nombre modificada (de «Red Sonya» en el nombre original creado por Howard, con «y», Thomas pasó a llamar a su personaje «Red Sonja», con «j»).
Con posterioridad, otras editoras editaron copias de Conan, como por ejemplo  Dagar the Invincible (Gold Key), Dax the Warrior, Haxtur, y Hoggarth (Warren Publishing).
En 1973, cuando Thomas ocupaba el cargo de editor-jefe, retomó la idea de licenciar Thongor, y ese personaje entró en la revista Creatures on the Loose número 22 con guion de George Alec Effinger y dibujos de Val Mayerick; por su parte, la cubierta de la edición estuvo a cargo de Jim Steranko.
Gardner Fox llegó a escribir una única historia de Thongor comenzada a publicar en Thongor #26 de noviembre de 1973, ya que Thongor no tuvo tanto suceso como los otros personajes, y por tanto su última publicación en la revista Thongor fue en el #29 de enero de 1974.
En 1975, DC Comics lanzó Claw the Unconquered, creado por David Michelini y Ernie Chan. Nótese que Ernie Chan había trabajado en Conan, finalizando historias diseñadas por los hermanos John y Sal Buscema. Este personaje entró junto a otros personajes de fantasía de espada y hechicería tales como The Warlord, Stalker, Starfire, Nightmaster, Tor, Beowulf, Dragon Slayer. La revista de Claw fue cancelada en la décima segunda edición publicada en 1978, y en el mismo año, la editora publicó otras dos historias en la revista Cancelled Comic Cavalcade; el personaje citado aún sería publicado en las ediciones 48 y 49 de la revista en 1981.

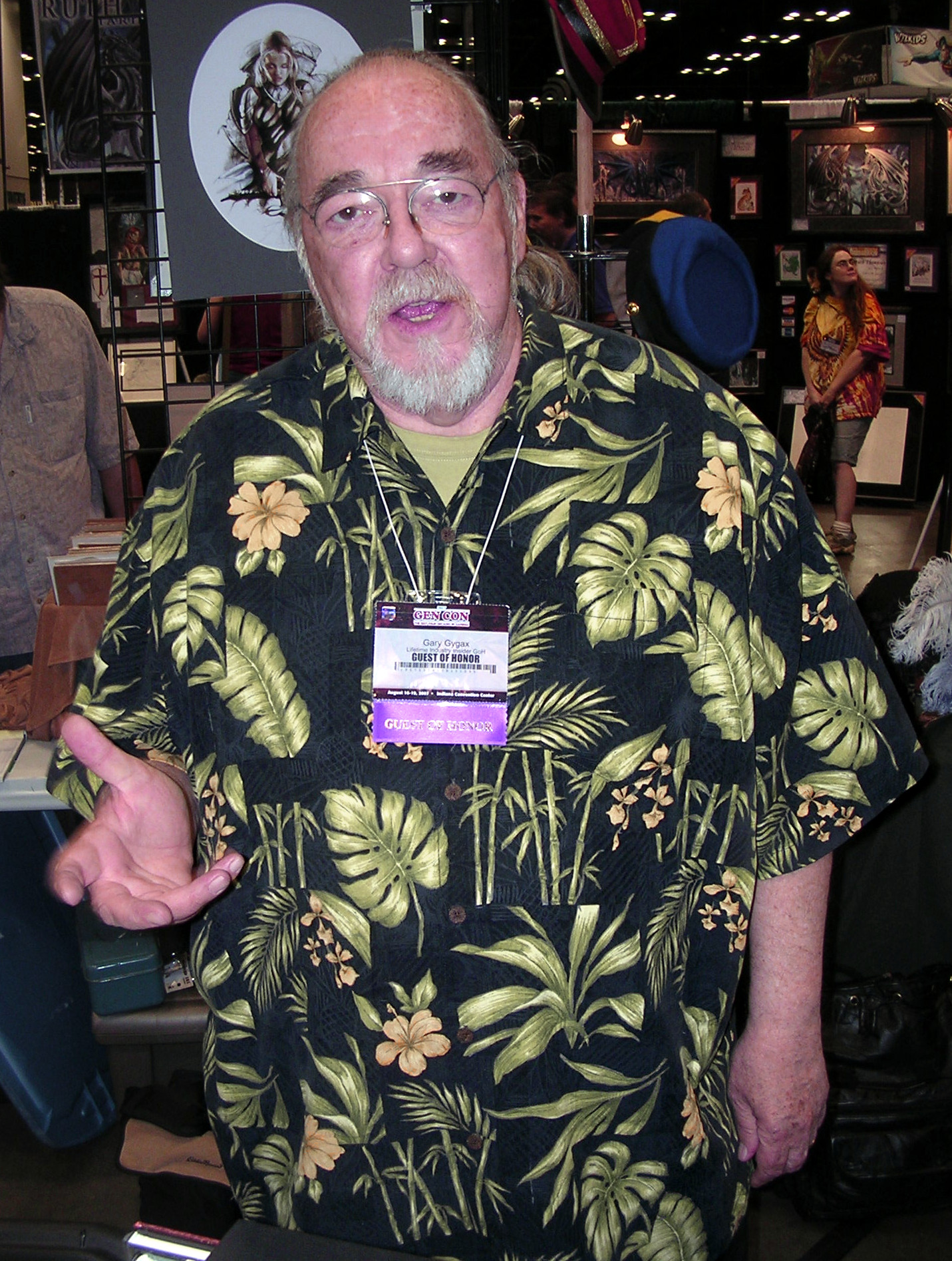
Gary Gygax, coautor junto a Dave Arneson del juego Dungeons & Dragons, fue responsable de la introducción en los juegos de rol de bárbaros inspirados en el personaje de Conan.